# Gabala (quận)
Gabala (tiếng Azerbaijan:Qəbələ) là một quận thuộc Azerbaijan. Dân số thời điểm năm 2012 là 82803 người.